# Lil Tay
Pour les articles homonymes, voir Tay.
Ne doit pas être confondu avec Lil Tjay.
 (août 2023).
La mise en forme du texte ne suit pas les recommandations de Wikipédia : il faut le « wikifier ».
Les points d'amélioration suivants sont les cas les plus fréquents. Le détail des points à revoir est peut-être précisé sur la page de discussion.
- Les titres sont pré-formatés par le logiciel. Ils ne sont ni en capitales, ni en gras.
- Le texte ne doit pas être écrit en capitales (les noms de famille non plus), ni en gras, ni en italique, ni en « petit »…
- Le gras n'est utilisé que pour surligner le titre de l'article dans l'introduction, une seule fois.
- L'italique est rarement utilisé : mots en langue étrangère, titres d'œuvres, noms de bateaux, etc.
- Les citations ne sont pas en italique mais en corps de texte normal. Elles sont entourées par des guillemets français : « et ».
- Les listes à puces sont à éviter, des paragraphes rédigés étant largement préférés. Les tableaux sont à réserver à la présentation de données structurées (résultats, etc.).
- Les appels de note de bas de page (petits chiffres en exposant, introduits par l'outil «  Source ») sont à placer entre la fin de phrase et le point final[comme ça].
- Les liens internes (vers d'autres articles de Wikipédia) sont à choisir avec parcimonie. Créez des liens vers des articles approfondissant le sujet. Les termes génériques sans rapport avec le sujet sont à éviter, ainsi que les répétitions de liens vers un même terme.
- Les liens externes sont à placer uniquement dans une section « Liens externes », à la fin de l'article. Ces liens sont à choisir avec parcimonie suivant les règles définies. Si un lien sert de source à l'article, son insertion dans le texte est à faire par les notes de bas de page.
- La présentation des références doit suivre les conventions bibliographiques. Il est recommandé d'utiliser les modèles {{Ouvrage}}, {{Chapitre}}, {{Article}}, {{Lien web}} et/ou {{Bibliographie}}. Le mode d'édition visuel peut mettre en forme automatiquement les références.
- Insérer une infobox (cadre d'informations à droite) n'est pas obligatoire pour parachever la mise en page.

Pour une aide détaillée, merci de consulter Aide:Wikification.
Si vous pensez que ces points ont été résolus, vous pouvez retirer ce bandeau et améliorer la mise en forme d'un autre article.
Lil Tay, de son vrai nom Tay Tian, née le 29 juillet 2007 à Vancouver au Canada, est une influenceuse, rappeuse et chanteuse canado-chinoise d'origine américaine. En 2018, alors qu'elle prétendait avoir 9 ans, elle est devenue populaire très rapidement, passant en moins de quinze jours de 300 000 abonnés sur Instagram à 2,5 millions. Elle se proclame alors être la « plus jeune influenceuse du siècle ».

## Biographie

### Débuts sur les réseaux sociaux
Tay est devenue célèbre début 2018 et a été populaire sur les plateformes (YouTube, Instagram, ndlr...) pendant une période de trois mois,. Elle a affirmé avoir neuf ans dans ses messages d'origine, mais a en fait commencé à publier à l'âge de 10 ans Elle s'est d'abord fait connaître grâce à sa présence sur des réseaux sociaux comme Instagram en publiant des photos d'elle-même dans des véhicules de luxe tout en portant des vêtements de designeurs,. Elle a commencé à publier des vidéos de rap sur YouTube qui ont recueilli des millions de vues. Ses vidéos ont été supprimées en raison d'accusations sur lesquelles sa famille (son frère) l'a forcé à proférer des insultes raciales.
En 2018, ses publications sur Instagram enregistrent en moyenne 15 millions de vues.

## Fausse mort
Le 9 août 2023, le compte Instagram de Tay a été mis à jour après cinq ans d'inactivité, avec un message annonçant (qui se révélera être faux) qu'elle était morte,,. Le message indiquait également que son demi-frère, Jason Tian, était également décédé à 21 ans,. Leur mort a été signalée dans le message comme « inattendue » et sous enquête ; cependant, il y avait des spéculations immédiates concernant la vérité de l'annonce. Le père de Tay et son ancien directeur ont d'abord déclaré à Insider qu'ils ne pouvaient pas confirmer ou nier si elle était morte, et les services de police de Vancouver et de Los Angeles (ses deux résidences) ont également déclaré qu'ils n'avaient aucun rapport sur sa mort et qu'ils n'enquêteraient pas,. Variety a déclaré avoir reçu une déclaration de son manager, confirmant son décès. Les journalistes ont observé qu'avant sa mort présumée, sa biographie YouTube lisait « aidez-moi ».
Le 10 août, la famille de Tay a confirmé à TMZ que son compte Instagram a été piraté et que le message annonçant sa mort a été supprimé définitivement de sa page Instagram,,. Le site Snopes a également publié une mise à jour de ses reportages sur Tay après avoir signalé à l'origine qu'elle était morte « dans des circonstances mystérieuses ». L'ancien manager de Tay, Harry Tsang, qui a déclaré qu'il n'avait pas parlé à la famille depuis deux ans, a suggéré que l'annonce de la mort de Tay était un coup orchestré pour la ramener aux yeux du public. TMZ a également rapporté que Tay a fait une déclaration confirmant que son compte a été piraté, qu'elle et son frère sont vivants et que son vrai nom est Tay Tian et non Claire Hope.
En août 2023, elle compte 3,3 millions d'abonnés à son compte Instagram.